# Hong Kong Open 1990
L'Hong Kong Open 1990 è stato un torneo di tennis giocato sul cemento. È stata la 15ª edizione dell'Hong Kong Open che fa parte della categoria World Series nell'ambito dell'ATP Tour 1990.
Si è giocato a Hong Kong dal 23 al 29 aprile 1990.

## Campioni

### Singolare
Pat Cash ha battuto in finale  Alex Antonitsch con il punteggio di 6–3, 6–4

### Doppio
Pat Cash /  Wally Masur hanno battuto in finale  Kevin Curren /  Joey Rive con il punteggio di 6–3, 6–3